# Guldbagge 1973

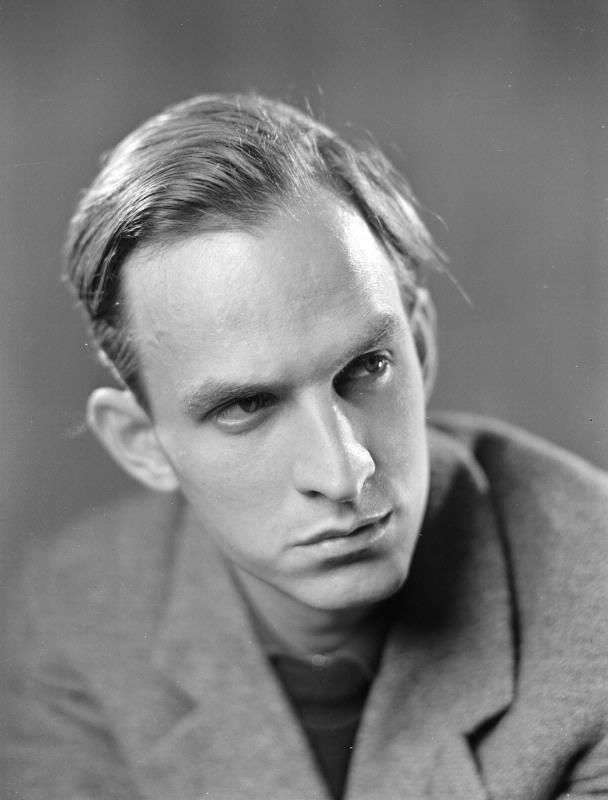
Il film Sussurri e grida di Ingmar Bergman vinse due dei quattro premi in competizione, e uno speciale al direttore della fotografia Sven Nykvist

La 9ª edizione del Premio Guldbagge, che ha premiato i film svedesi del 1972 e del 1973, si è svolta a Stoccolma il 29 ottobre 1973.

## Vincitori
Miglior film
- Sussurri e grida (Viskningar och rop), regia di Ingmar Bergman

Miglior regista
- Johan Bergenstråhle - Jag heter Stelios

Miglior attrice
- Harriet Andersson - Sussurri e grida (Viskningar och rop)

Miglior attore;
- Gösta Ekman - Mannen som slutade röka

Premio speciale
- Sven Nykvist per la direzione della fotografia di Sussurri e grida (Viskningar och rop)